# Дарменов, Амреш
Амреш Дарменов (10 мая 1922, село Жалтырша, Акмолинская область, Российская империя — 12 декабря 2002, село Жалтырша, Жамбылский район, Северо-Казахстанская область, Казахстан) — стрелок; разведчик; командир разведывательного отделения взвода пешей разведки 609-го стрелкового полка 139-й стрелковой Рославльской Краснознамённой ордена Суворова дивизии, сержант, полный кавалер ордена Славы.

## Биография
Родился 10 мая 1922 года в селе Жалтырша ныне Жамбылского района Северо-Казахстанской области в крестьянской семье. Казах. Окончил 6 классов. Работал учётчиком, счетоводом в колхозе.
В Красной армии и в боях Великой Отечественной войны с декабря 1941 года. Член ВКП(б)/КПСС с 1944 года.
Стрелок 609-го стрелкового полка (139-я стрелковая дивизия, 10-я армия, 1-й Белорусский фронт) красноармеец Амреш Дарменов 8 марта 1944 года при штурме важной в тактическом отношении высоты в Чаусском районе Могилёвской области Белоруссии одним из первых достиг вражеской траншей, сразил огнём из автомата семерых гитлеровцев, а затем оказал первую медицинскую помощь раненым советским бойцам.
За мужество и отвагу, проявленные в боях, 22 апреля 1944 года красноармеец Дарменов Амреш награждён орденом Славы 3-й степени (№ 509751).
В бою за деревню Горбачи ныне Могилёвской области Белоруссии разведчик взвода пешей разведки 609-го стрелкового полка (139-я стрелковая дивизия, 50-я армия, 2-й Белорусский фронт) красноармеец Амреш Дарменов 26 июня 1944 года первым в составе группы смельчаков ворвался в деревню и пленил одного гитлеровца.
28 июня 1944 года в бою за город Могилёв красноармеец Дарменов уничтожил восемь гитлеровских солдат и пятерых взял в плен.
За мужество и отвагу, проявленные в боях, 10 августа 1944 года красноармеец Дарменов Амреш награждён орденом Славы 2-й степени (№ 13493).
24-25 марта 1945 года на подступах к городу Данциг (Гданьск, Польша) командир разведывательного отделения взвода пешей разведки 609-го стрелкового полка (139-я стрелковая дивизия, 49-я армия, 2-й Белорусский фронт) сержант Амреш Дарменов проник на позицию противника и противотанковыми гранатами подорвал три пулемёта с их расчётами. Преследуя врага, он вместе с другими бойцами, захватил в плен свыше пятнадцати гитлеровцев.
Указом Президиума Верховного Совета СССР от 29 июня 1945 года за образцовое выполнение заданий командования в боях с немецко-фашистскими захватчиками сержант Дарменов Амреш награждён орденом Славы 1-й степени (№ 1285), став полным кавалером ордена Славы.
В 1946 году А. Дарменов демобилизован. Вернулся на родину. До ухода на заслуженный отдых работал в совхозе села Озёрное ныне Жамбылского района Северо-Казахстанской области.